# 카리알란파이스티
카리알란파이스티(핀란드어: karjalanpaisti)는 핀란드와 러시아에 걸친 카리알라(카렐리야) 지역의 전통 스튜이다. 러시아에서는 라구 포카렐스키(러시아어: рагу по-карельски)라 불린다. 핀란드의 국민 음식 가운데 하나이기도 하다.

## 이름
핀란드어 "카리알란파이스티(karjalanpaisti)"는 지명인 "카리알라(Karjala)"의 여격인 "카리알란(karjalan)"에 "로스트"를 뜻하는 명사 "파이스티(paisti)"를 합친 말로, "카리알라식 로스트"라는 뜻이다. 단순히 파이스티(핀란드어: karjalanpaisti)로도 부르며, "냄비 로스트"를 뜻하는 루쿠파이스티(핀란드어: ruukkupaisti), "오븐 로스트"를 뜻하는 우니파이스티(핀란드어: uunipaisti), "로스트 고기"라는 뜻인 파이스티리하(핀란드어: pätsiliha) 등으로도 부른다.
러시아어 "라구 포카렐스키(рагу по-карельски)"는 "주요리 스튜"를 뜻하는 "라구(рагу)"에 "카렐리야식의"라는 뜻의 "포카렐스키(по-карельски)"를 합친 말로, "카렐리야식 라구"라는 뜻이다.

## 만들기
깍둑썬 고기, 양파, 당근에 물이나 맥주를 약간 붓고, 소금과 올스파이스, 월계수 잎을 넣어 오븐에 익혀 만든다. 고기는 쇠고기나 돼지고기를 사용하지만, 양고기를 쓰기도 한다. 과거에는 돼지 염통이나 콩팥 등 부속 고기도 흔히 쓰였다. 고기는 오븐이나 프라이팬에서 구워 겉면에 갈색이 돌게 먼저 익혀서 쓰는 경우가 많다. 으깬 감자, 피클 등을 곁들여 먹는다.

## 사진

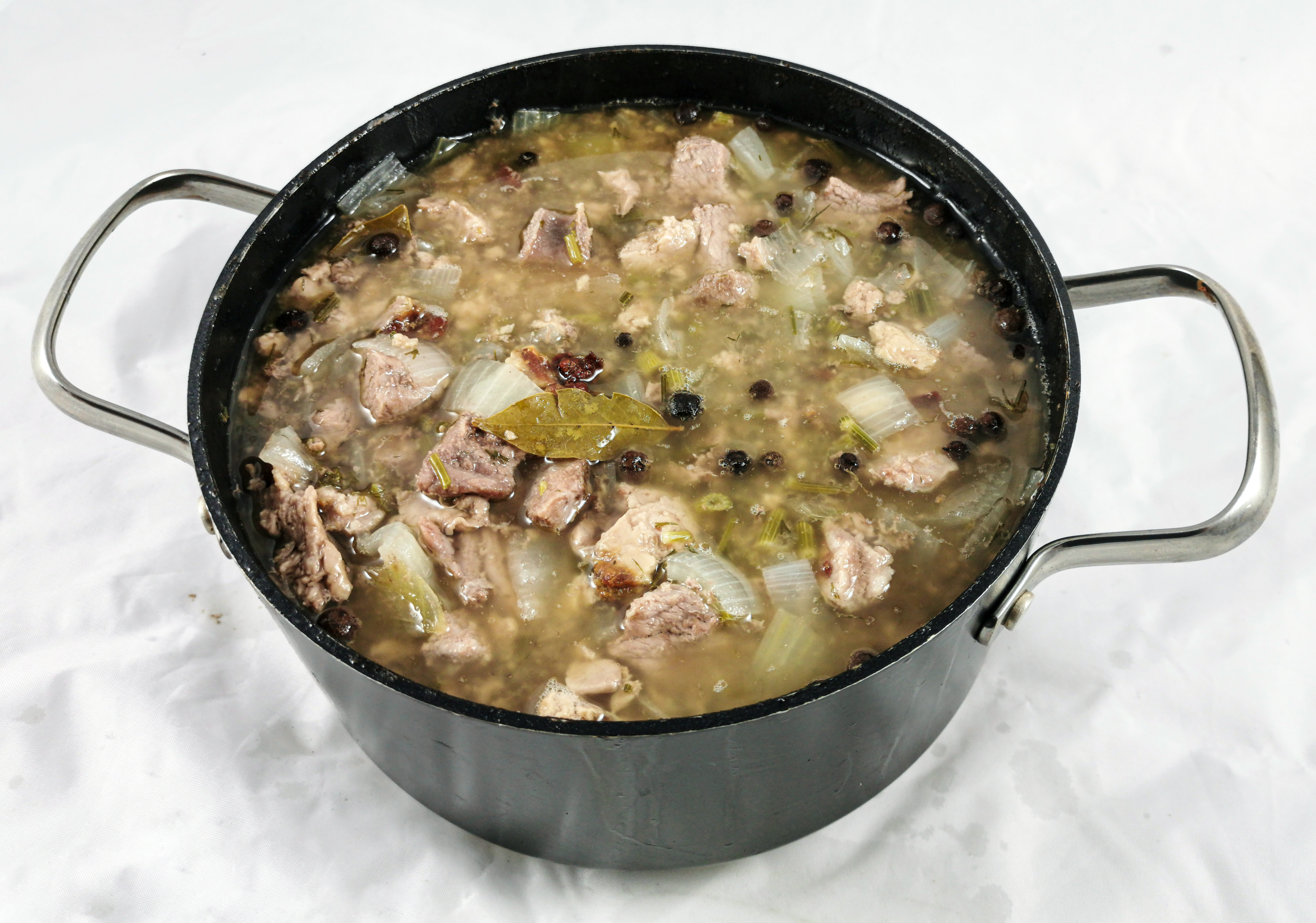
카리알란파이스티
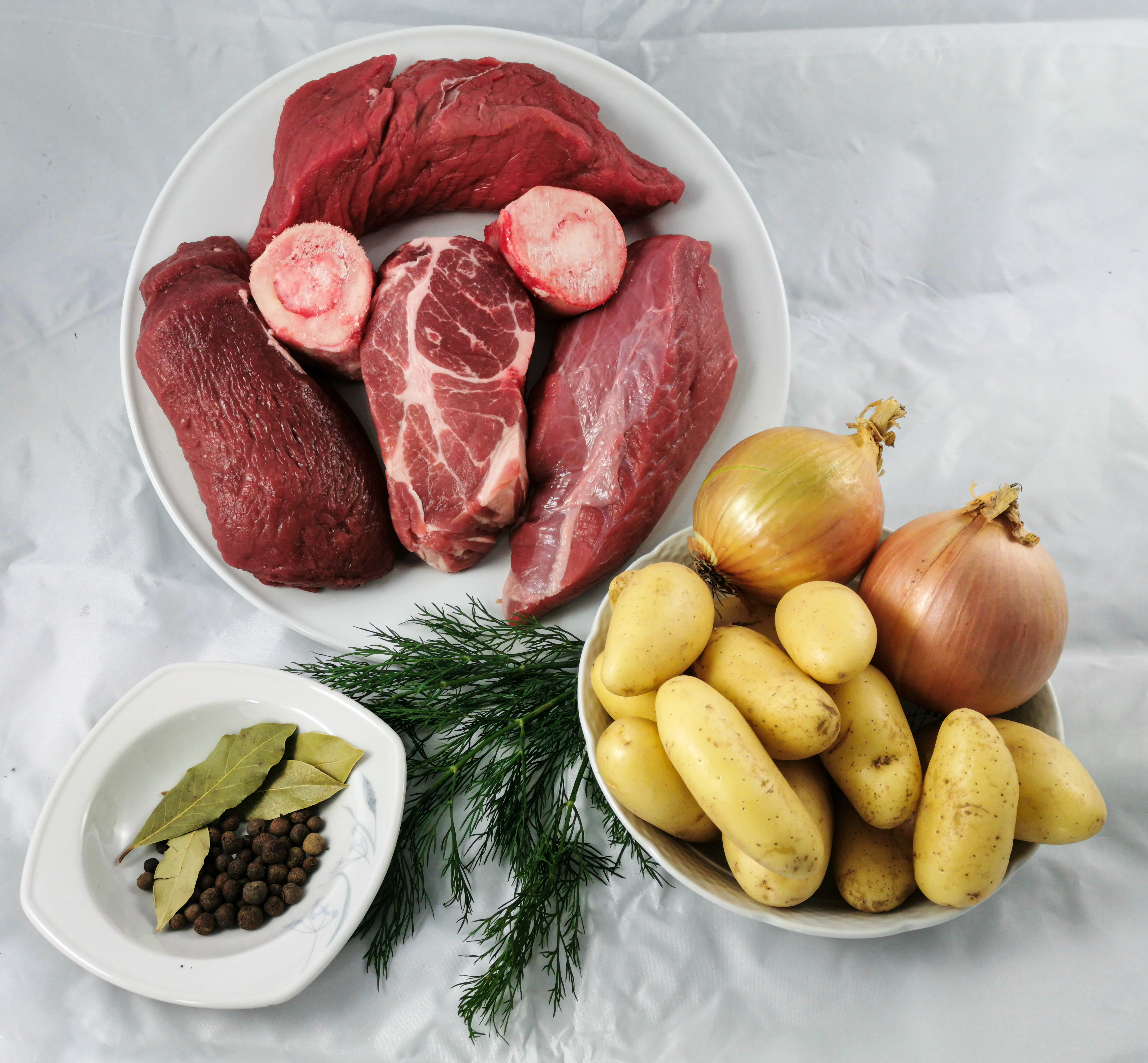
카리알란파이스티 재료

## 같이 보기
- 카리알란피라카